# Classics Live!

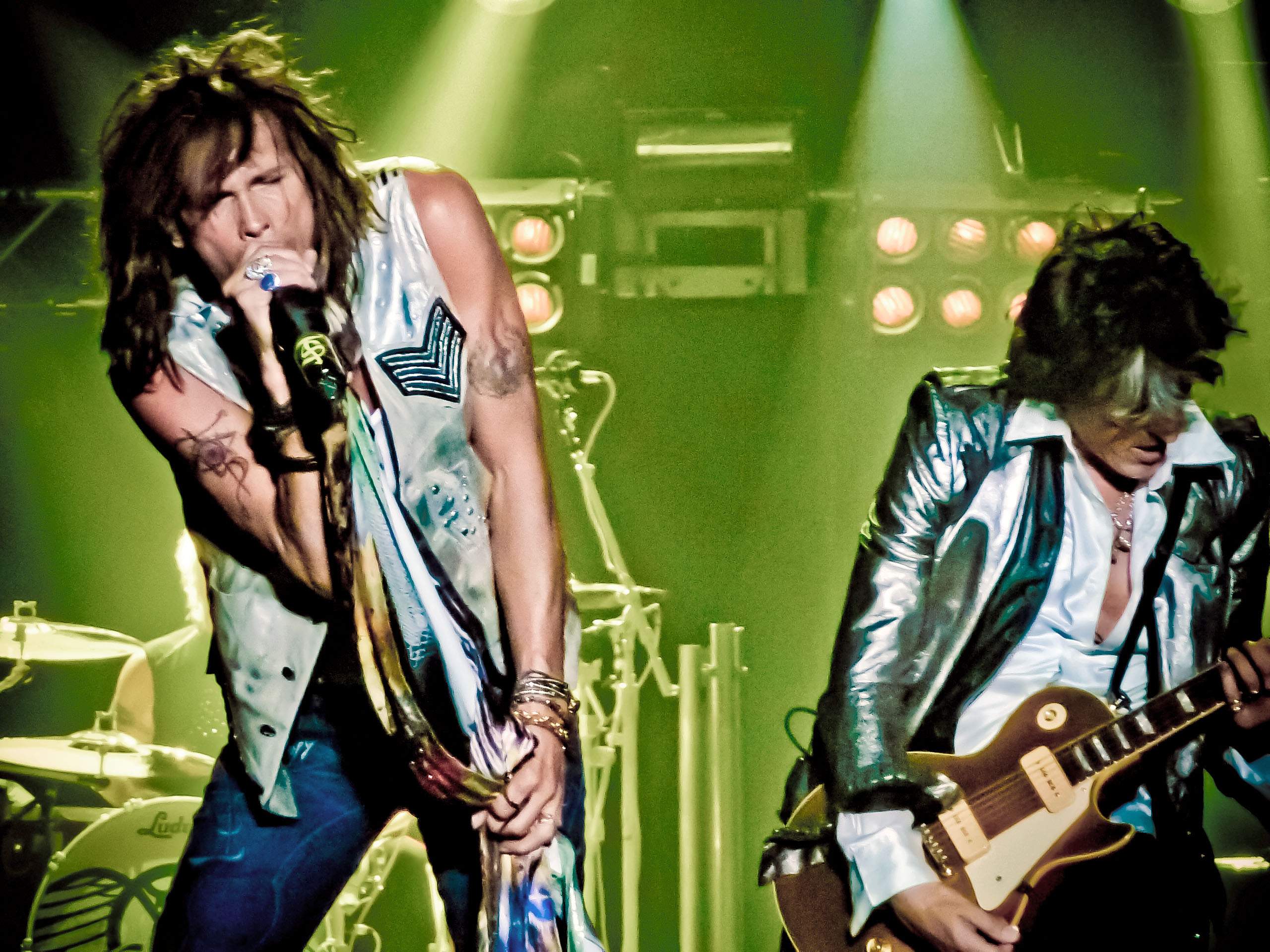
Il cantante Steven Tyler e il chitarrista Joe Perry dal vivo

Classics Live! è il secondo album dal vivo del gruppo rock statunitense Aerosmith pubblicato nel 1986, dopo Live! Bootleg. Contiene registrazioni dal vivo comprese tra il 1978 e il 1984.
In alcune registrazioni suonano anche Jimmy Crespo e Rick Dufay che avevano sostituito i due chitarristi Joe Perry e Brad Whitford. Non è però specificato dove suonano i primi due e ove suonano gli altri due. Altre versioni live di molte di queste canzoni erano anche presenti in Live! Bootleg.
Tutte le tracce sono suonate all'Orpheum Theatre di Boston, il 14 febbraio del 1984 eccetto Kings and Queens (Music Hall di Boston il 28 marzo 1978), Dream On (Capital Center a Largo il 9 novembre del 1978) e Major Barbara che doveva originariamente essere compresa in Get Your Wings, ma era rimasta inedita. Un'altra versione è reperibile nel box set Pandora's Box.
Nel 1998 questo album e il successivo Classics Live! Vol. 2 furono uniti in un unico cofanetto intitolato Classics Live! Complete.

## Tracce
1. Train Kept A-Rollin' – 3:22 (Tiny Bradshaw, Lois Mann, Howard Kay)
2. Kings and Queens – 4:46 (Steven Tyler, Brad Whitford, Tom Hamilton, Joey Kramer, Jack Douglas)
3. Sweet Emotion – 5:13 (Steven Tyler, Tom Hamilton)
4. Dream On – 4:50
5. Mama Kin – 3:41
6. Three Mile Smile/Reefer Head Woman – 4:54 (Steven Tyler, Joe Perry/ Lester Melrose, J. Bennett, Jazz Gillum)
7. Lord of the Thighs – 7:05
8. Major Barbara (Inedito in studio) – 4:02

Durata totale: 37:53